# شبکه آفاق
شبکه آفاق، یک شبکه ماهواره‌ایست که به پوشش اخبار اقتصادی و سیاسی می‌پردازد. این شبکه در پایتخت کشور عراق و از تاریخ ۱ آوریل ۲۰۰۶ به دستور نوری مالکی -رئیس جمهور وقت عراق- تاسیس گردید.

## برنامه‌ها
برنامه‌های شبکه از پوشش مجلس عراق، نشست‌های اقتصادی و سیاسی و پوشش اخبار سیاسی و اقتصادی منطقه و جهان تشکیل شده‌است.

## پانوبس
1. ↑  مجلس النواب يدين قيام قناة آفاق الفضائية بإجتزاء كلام رئيس اللجنة المالية أحمد الجلبي | قناة آسيا بایگانی‌شده  در ۲۰۱۸-۰۱-۱۰ توسط Wayback Machine
2. ↑  العبادي :قناة “افاق”غير قانونية – شبكة اخبار العراق بایگانی‌شده  در ۲۰۱۷-۱۰-۰۳ توسط Wayback Machine
3. ↑  «مديرية الاعلام تتمنى السلامة لمراسل قناة افاق "ياسر جبار" الذي اصيب خلال تغطية معارك لموصل – مديرية الاعلام». بایگانی‌شده از روی نسخه اصلی در ۱۰ فوریه ۲۰۱۸. دریافت‌شده در ۱ ژانویه ۲۰۲۰.
4. ↑  Afaq TV | Crunchbase بایگانی‌شده  در ۲۰۱۸-۰۱-۱۰ توسط Wayback Machine
5. ↑  Afaq TV | Crunchbase بایگانی‌شده  در ۲۰۱۸-۰۱-۱۰ توسط Wayback Machine